# Украинское (Лозовский городской совет)
Украи́нское (укр. Українське; до 2016 г. Дими́трова) — село, Домашанский сельский совет, Лозовский городской совет, Харьковская область, Украина.
Код КОАТУУ — 6311090103. Население по переписи 2001 года составляет 270 (130/140 м/ж) человек.

## Географическое положение
Село Украинское примыкает к городу Лозовая.
Через село проходит автомобильная дорога Т-2107.
Рядом с селом проходят несколько железнодорожных веток, ближайшие станции Платформа 936 км и Заводская (1 км).

## История
- 1936 — дата основания.
- 2016 — село Димитрова переименовано в Украинское.

## Экономика
- Лозовской кузнечно-механический завод (ЛКМЗ).